# Plimna hidroelektrana Sihwa
Plimna hidroelektrana Sihwa (Južna Koreja) je trenutno najveća elektrana na plimu i oseku u svijetu, s instaliranom snagom od 254 MW, te je time nadmašila Plimnu hidroelektranu La Rance (Francuska) nakon 45 godina. Brana na plimnoj hidroelektrani je iskoristila valobrane, koji su bili izgrađeni 1994. za zaštitu od poplava i za poljoprivredne svrhe. Deset vodnih turbina snage 25,4 MW rade samo za vrijeme plime, dok za vrijeme oseke voda se zaustavlja zapornicama. To znači da Plimna hidroelektrana Sihwa nije tipična plimna hidroelektrana, a takav način dosta neučinkovitog rada je odabran i zbog dodatnog korištenja poljoprivrednog zemljišta, iskorištavanja vode i zaštite okoliša.
Nakon što je 1994. sagrađen valobran, stvorilo se umjetno jezero Sihwa, čija se voda nije mogla iskoristiti za poljoprivredu, jer bi zbog stajanja bila zagađena. 2004. je omogućeno da dolazi svježa morska voda, koja može ispirati zagađenu vodu i time se voda iz umjetnog jezera Sihwa danas može koristiti. Plimna hidroelektrana Sihwa je puštena u rad 4. kolovoza 2011.
Razlika između plime i oseke je obično 5,6 metara, dok u proljeće može narasti i do 7,8 metara. Početna ideja je bila da umjetno jezero Sihwa bude površine 43 km2, ali zbog djelomičnog korištenja poljoprivrednog zemljišta i korištenja svježe morske vode, danas ima površinu od 30 km2.